# Sigismond de Prusse
Sigismond de Prusse (en allemand August Wilhelm Viktor Karl Heinrich Sigismund Prinz von Preußen), prince de Prusse, né le 27 novembre 1896 au château de Kiel et mort le 14 novembre 1978 à Puntarenas au Costa Rica, est un prince allemand de la Maison de Hohenzollern, petit-fils du kaiser Frédéric III, arrière-petit-fils de la reine Victoria, neveu du kaiser Guillaume II et de l'impératrice de Russie Alexandra.

## Biographie
Le prince Sigismond de Prusse est le deuxième fils du prince Henri (1862-1929), amiral de la flotte, et de son épouse, née princesse Irène de Hesse-Darmstadt (1866-1953). Il est baptisé le 30 janvier 1897 et le Kaiser lui-même est son parrain. Il étudie à la Hebbelschule de Kiel et fait sa confirmation à l'automne 1913. Il s'engage comme volontaire lorsque la Grande Guerre éclate, mais il est d'abord refusé, car il n'a pas dix-huit ans. Il devient cadet de la marine impériale et entre ensuite dans le 1er régiment de l'artillerie de marine basé à Fort Falckenstein, près de Friedrichsort. Son premier combat se passe dans les Flandres en mai 1915. Il est ensuite officier dans un sous-marin. La défaite de l'Empire allemand et la chute de la monarchie le font devenir simple citoyen. Il entre dans une Oberrealeschule (école supérieure technique) pour passer un baccalauréat technique et entre dans une école commerciale de Hambourg pour se préparer à un métier. Il épouse au manoir familial de Hemmelmark en 1919 sa cousine issue de germains, Charlotte-Agnès de Saxe-Altenbourg (1899-1989), fille du duc Ernest II.
En 1922, il est envoyé par la firme de café qui l'emploie au Guatémala, où il dirige une plantation et en 1928 il s'installe au Costa Rica, où il fonde une exploitation d'apiculture. Cependant la crise économique des années 1930, puis la Seconde Guerre mondiale provoquent des problèmes financiers.

## Famille
De son épouse, née princesse Charlotte-Agnès de Saxe-Altenbourg, sont issus deux enfants :
- Barbara (1920-1994), épouse du duc Christian-Louis de Mecklembourg-Schwerin (1912-1996), d'où deux filles : Donata (1956), bibliothécaire, épouse d'Alexandre von Solodkoff ; et Edwina (1960), épouse de Konrad von Posern
- Alfred (1924-2013) : il épouse Maritza Farkas (1929-1996), sans postérité

## Source
- (de) Cet article est partiellement ou en totalité issu de l’article de Wikipédia en allemand intitulé « Sigismund von Preußen » (voir la liste des auteurs).